# Pablo Doffo
Pablo César Doffo (La Carlota, Argentina, 6 de abril de 1983) es un futbolista argentino. Volante de marca y proyección, de buen pase, de buena técnica y gran personalidad. Actualmente se desempeña en el Marsaxlokk de la Segunda División de Malta.

## Trayectoria
Pablo Doffo se inició en las inferiores de Jorge Ross (club de su pueblo natal) y luego partió a Boca Juniors donde estuvo entre 1997 y 2004. En el 2004 pasa al Club Sportivo Belgrano donde hace su debut en la primera y el equipo por ese entonces jugaba en el Torneo Argentino B, (actualmente este equipo juega en el Torneo Nacional B). En el 2005 pasa a Talleres de Córdoba. En el 2006 emigra hacia Malta para jugar en el Hibernians FC hasta el 2008. Desde 2008 juega en el Floriana FC.

## Clubes
| Club                | País      | Año       |
| ------------------- | --------- | --------- |
| Sportivo Belgrano   | Argentina | 2004-2005 |
| Talleres            | Argentina | 2005-2006 |
| Hibernians FC       | Malta     | 2006-2008 |
| Floriana FC         | Malta     | 2008-2012 |
| Naxxar Lions        | Malta     | 2012-2015 |
| Senglea Athletic FC | Malta     | 2015-2017 |
| Marsaxlokk          | Malta     | 2017-     |